# Porcelanowy serwis przyprawowy z Höchst
Porcelanowy serwis przyprawowy z Höchst – rokokowy, porcelanowy zestaw przyprawowy, wykonany w manufakturze w Höchst około 1760 roku. Jeden z największych tego typu serwisów na świecie.

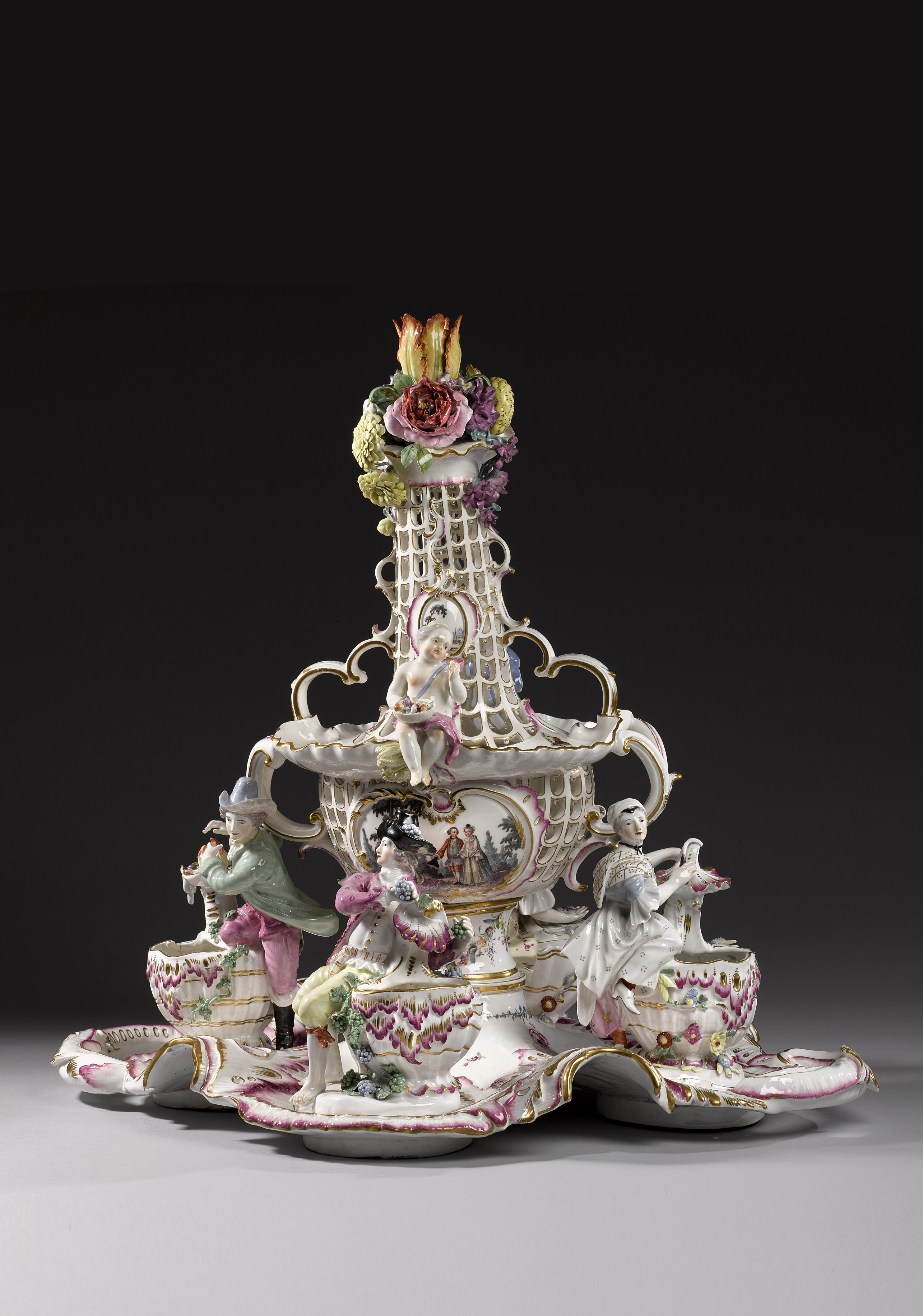
Porcelanowy serwis przyprawowy

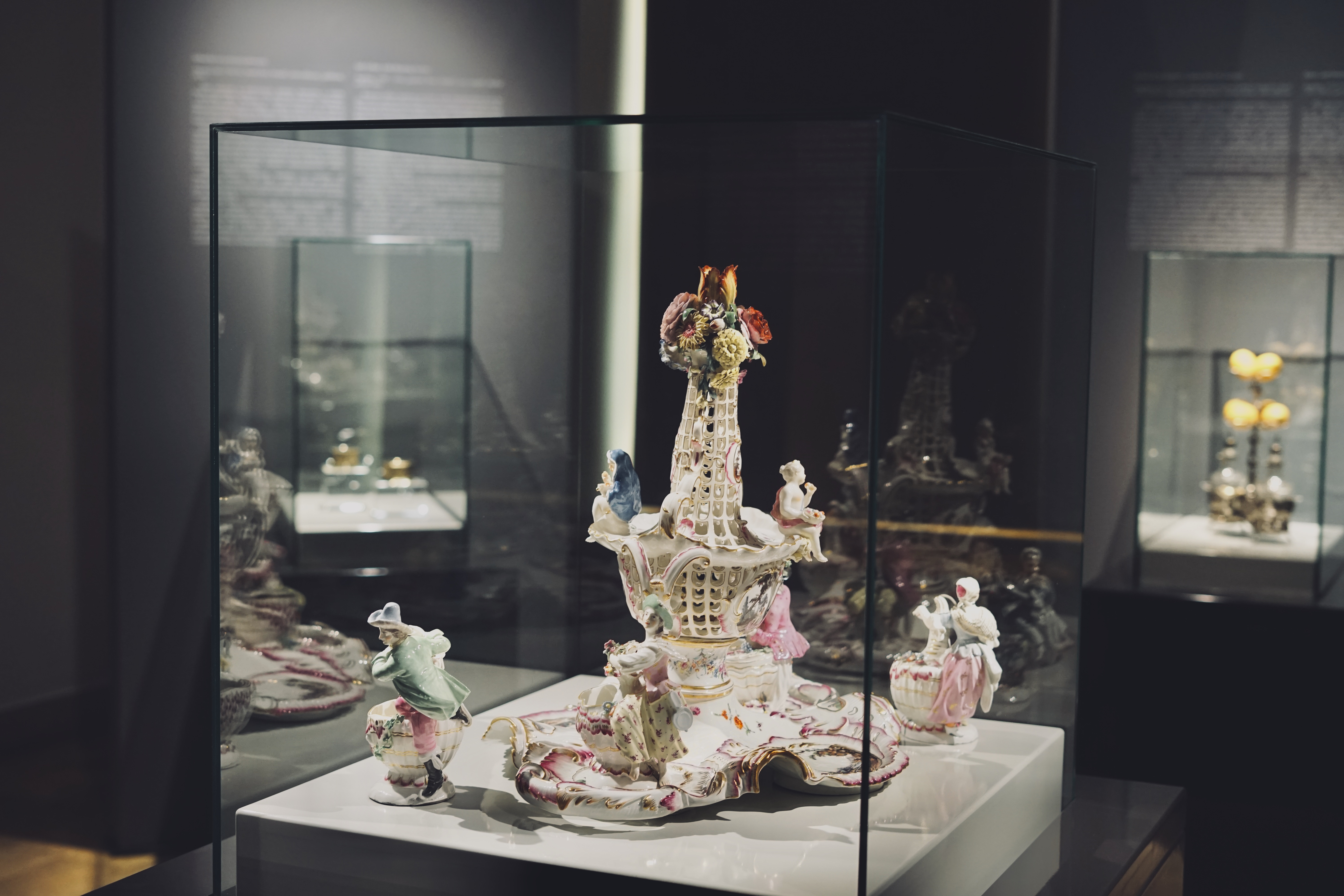
Zestaw na wystawie w Zamku Żupnym

Jest to unikat w polskich zbiorach. Wyróżnia się imponującymi rozmiarami: liczy 60 na 57 na 47 cm. Obiekt składa się z postumentu, złożonego z fantazyjnej podstawy i ażurowej kolumny z bukietem kwiatów i postaciami putta (alegorie lata i zimy), udekorowanego pejzażami i scenkami rodzajowymi oraz czterech wolnostojących figurek z pojemnikami na przyprawy, symbolizujących cztery pory roku (np. postać zimy ma ubrane łyżwy oraz grzeje ręce nad ogniem). Obiekt ukazuje najwyższy poziom wykonania porcelany i kunsztu malarskiego. Serwis jest zachowany w doskonałym stanie.
Obiekt od 2018 roku należy do kolekcji posiadanej przez Muzeum Żup Krakowskich. Znajduje się na wystawie ,,Solniczki - małe arcydzieła sztuki" w Zamku Żupnym.